# 共同聖餐式
共同聖餐式（きょうどうせいさんしき）とは、キリスト教の教派合同で聖餐式を持つことである。

## プロテスタント
アメリカ合衆国の開拓時代に聖餐の執行資格を持つ教役者が不足していたため、長老派教会、メソジスト、バプテストの合同で共同聖餐式が持たれた。1800年にジェイムズ・マグレディがガスパー・リヴァー教会で最初に合同聖餐式を行った。ここから影響を受けたバートン・ストーンも1801年にコンコード教会で数千人の会衆を集めて共同聖餐式を行った。

## エキュメニズム
ドイツのエキュメニカルなプロテスタントとカトリック教会は合同で教会大会を開催している。ベルリン大会で共同聖餐式が行われたが、カトリック教会側は聖職者を処分した。真のエキュメニズムの証しは共同聖餐だとされている。